# Venâncio Aires
Venâncio Aires, amtlich portugiesisch Município de Venâncio Aires, ist eine Gemeinde mit zum 1. Juli 2021 geschätzten Einwohnern im Bundesstaat Rio Grande do Sul im Süden Brasiliens. Sie werden venâncio-airenser genannt und leben auf einer Gemeindefläche von rund 772,6 km². Das Munizip liegt etwa 130 km nordwestlich der Landeshauptstadt Porto Alegre. Venâncio Aires wird die „Hauptstadt des Chimarrão“ genannt.

## Namensherkunft
Die Gemeinde ist zu Ehren von Venâncio de Oliveira Aires (1841–1885) benannt, einem Journalisten, Abolitionisten und Republikaner (Mitglied des Partido Republicano Rio-Grandense).

## Geographie
Benachbart sind die Orte Boqueirão do Leão, Santa Clara do Sul, Sério (N), Mato Leitão, Cruzeiro do Sul, Bom Retiro do Sul (O), General Câmara, Taquari, Passo do Sobrado, Vale Verde (S) und Santa Cruz do Sul (W). 

## Geschichte
Durch das Staatsgesetz Nr. 371 vom 30. April 1891 erhielt der Ort Stadtrechte.
Die Gemeinde ist in neun Distrikte gegliedert: 
- Arlindo
- Centro Linha Brasil
- Deodoro
- Estância Nova
- Mariante
- Palanque
- Santa Emília
- Vale do Sampaio
- Venâncio Aires, Sitz des Munizips

## Regionalsprache
- Riograndenser Hunsrückisch

## Söhne und Töchter der Gemeinde
- Edmundo Luís Kunz (1919–1988), römisch-katholischer Geistlicher, Weihbischof in Porto Alegre
- Hugo Assmann (1933–2008), Befreiungstheologe
- José Clemente Weber (* 1937), römisch-katholischer Geistlicher, Altbischof von Santo Ângelo
- Henrique Arlindo Etges (* 1966), Fußballspieler
- Jader Volnei Spindler (* 1982), Fußballspieler
- Leonardo Scienza (* 1998), Fußballspieler